# Alien Hominid
Alien Hominid est un jeu vidéo d'action de type run and gun développé par The Behemoth, sorti sur GameCube et PlayStation 2 en 2004, sur Xbox en 2005 et sur Game Boy Advance en 2006.

## Système de jeu
Le joueur dirige un personnage, un alien jaune dont il peut choisir le chapeau, qui peut tirer face à lui ou en l'air dans un jeu de run and gun. Il peut aussi sauter, et s'il atterrit sur un ennemi le manger. Il peut creuser une galerie sous terre et surprendre les ennemis. Il fait face à de très nombreux ennemis. Des boss apparaissant régulièrement sur son parcours.
On le compare à Viewtiful Joe, pour son côté très « arcade ».[réf. nécessaire]
Il est possible de jouer à deux simultanément. Le jeu est ponctué de séquences en voiture ou en vaisseau spatial.

### Mini-jeux
Plusieurs mini-jeux sont disponibles en plus du jeu principal, ils se débloquent au fur et à mesure de l'avancée du joueur.

## Développement

### Histoire
La première version d'Alien Hominid apparaît en août 2002 sur le site Newgrounds, en Flash[réf. nécessaire]. On le reconnait comme « prototype » du jeu édité par The Behemoth. La version jouable en ligne est programmée par Tom Fulp, qui possède Newgrounds, tandis que Dan Paladin (dont le pseudonyme sur Internet est « Synj ») réalise les graphismes.
Le jeu met en scène un petit extra-terrestre jaune dont l'engin a été abattu par le FBI, qui s'est écrasé sur Terre et qui doit retrouver son vaisseau, volé par le FBI. Le gameplay requiert des reflexes rapides et utilise un simple scrolling horizontal. Le joueur contrôle l'extra-terrestre et doit se battre contre le FBI et ses créations. Le scrolling horizontal tel que celui utilisé dans Alien Hominid a été rendu célèbre par la série des Metal Slug, jeu auquel il est souvent comparé par les fans et les critiques. Bien qu'un seul stage de la version en ligne fut réalisé, il est devenu très célèbre au sein de la communauté des joueurs, avec plus de 11 millions de téléchargements sur le seul site Newgrounds.
Plus tard dans l'année, John Baez a contacté Paladin en tant que fan d'Alien Hominid. Il a suggéré à Dan Paladin et Tom Fulp de faire une version console du jeu. Baez a même proposé de produire le jeu ; ils ont accepté et ont formé The Behemoth.

### Équipe
- Producteur : John Baez
- Programmation gameplay : Tom Fulp
- Moteur et outils : Brandon LaCava
- Graphismes et animation : Dan Paladin
- Programmation : Josh Barth, Scott Fadick, Chip Burwell
- Musique et effets sonores : Matthew E. Harwood
- Graphisme des décors : Ron Lemen, Lucas Graciano
- Programmation additionnelle : Nick Dryburgh, Kirit Nagada, Andrew Traviss
- Animations additionnelles : Jose Ortiz
- Sons additionnels : Robotic Dream Studios, Theresa Pudenz
- Création du jeu additionnelle : the Behemoth
- Niveaux « PDA » : Max Baez, the Behemoth
- Consultant : Jeff Rose
- Remerciements : Clint Burgin, Erika Freitas, Ron Wheeler, Brian Schmidt

### Versions
La version Xbox du jeu n'est pas compatible sur Xbox 360. Toutefois, une version haute définition pour cette console est sorti sur Xbox Live Arcade en février 2007. Cette version HD fut développé par The Behemoth.

## Récompenses
Le jeu a obtenu trois récompenses à l'Independent Games Festival 2005 : le Prix de l'innovation en Arts visuels, le Prix de l'Excellence technique et le Prix du public.